# Jong Italië

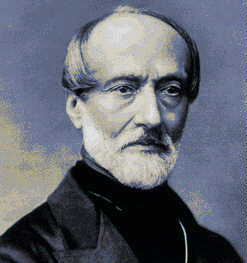
De oprichter van La giovine Italia, op hogere leeftijd

Jong Italië (Italiaans: La Giovine Italia) was een politieke beweging die in 1831 werd opgericht door Giuseppe Mazzini. Het doel van deze beweging was het creëren van een verenigde Italiaanse republiek en het land te bevrijden van overheersende buitenlandse machthebbers, zoals Oostenrijk. Mazzini geloofde dat een goed georganiseerde opstand een verenigd Italië zou kunnen bewerkstelligen.

## Leven Mazzini

### Jeugd
Mazzini werd op 22 juni 1805 geboren in Genova (Ligurië). Hij is de zoon van Giacomo Mazzini en Maria Drago. Zijn vader was arts en professor anatomie, zijn moeder stond er vooral om bekend dat ze erg religieus was. Hij was de enige zoon in het gezin met 4 kinderen. Hij had 2 oudere zussen (Maria Rosa en Antonietta) en een jonger zusje (Francesca).

### Opleiding
In 1819, toen hij pas 14 jaar oud was, werd hij al toegelaten aan de universiteit van Genua. Eerst schreef hij zich in aan de faculteit van Filosofie en schone kunsten, later heeft hij zich voor rechten ingeschreven.  In 1821 kwam er een grote groep opstandelingen in Genova terecht die het niet was gelukt een opstand tegen Oostenrijk te beginnen. Mazzini voelde onmacht om ooit zijn land van buitenlandse overheersing te bevrijden. Vanaf toen besloot hij zwarte kleding te dragen om te rouwen voor zijn land. Hij studeerde af op 6 april 1827 en wordt in hetzelfde jaar lid van de Carbonari. Carbonari is Italiaans voor ‘houtskoolbranders’. De Carbonari waren lid van een geheim revolutionair genootschap in Italië (Carboneria) met patriottische en liberale waarden, geboren in het toenmalige Koninkrijk van Napels in de vroege jaren van de 19e eeuw. De Carbonari waren de belangrijkste tegenstand voor de overheersers die Italië had na de nederlaag van Napoleon in 1815.

### Verbanning
Mazzini kreeg steeds meer ontevredenheid over de organisatie van de Carbonari. Hij was al aan het nadenken over de vorming van een nieuwe organisatie met minder mysterieuze en theatrale formules en meer gericht op puur patriottische doelen. Maar dit plan moest even wachten toen hij in 1830 werd verraden en opgepakt door de Piedmontese autoriteiten. Hij heeft een half jaar gevangengezeten in een vesting in Savona, waaruit hij vanwege gebrek aan bewijs weer werd vrijgelaten. Maar de voorwaarden van zijn vrijlating legden hem zoveel beperkingen op dat hij voor het alternatief koos om het land te verlaten. Hij toog in 1831 naar Marseille.

### Oprichting La Giovine Italia
Toen hij in de cel in Savona zat, in aanwezigheid van “de symbolen van het oneindige, de lucht en de zee”, met alleen toegang tot een boek van Tacitus, een boek van Byron en een bijbel werd zijn levensmissie hem duidelijk. Na zijn vrijlating kreeg dit al snel vorm in het programma van een organisatie die in heel Europa beroemd zou gaan worden. Namelijk La Giovine Italia (Jong Italië).

## Geschiedenis van de oprichting
Jong Italië begon in 1831 met het manifest ‘Giovine Italia’, gepubliceerd door Mazzini. Het duidelijke motto hiervan was: ‘nu en voor altijd: vrijheid, gelijkheid, menselijkheid; eenheid en onafhankelijkheid – God en de mensheid – God en het volk.’ Mazzini was toen in ballingschap in Marseille, als gevolg van zijn arrestatie vanwege verwantschap met de Carboneria, en het proces wat daarop volgde. Niet in staat om zijn schuld te bewijzen dwong de politie hem te kiezen tussen opsluiting in een kleine stad in Piemonte of te kiezen voor ballingschap. Mazzini verkoos liever het ballingschap en in februari 1831 vertrok hij via Zwitserland en Lyon naar Marseille. Hier kwam hij in aanraking met de groeperingen van Filippo Buonarroti en met het Saint-simonisme, een Frans socialistische beweging van begin 19e eeuw die zijn naam ontleende aan de Franse socialist en voorloper van Karl Marx, Claude Henri de Saint-Simon (1760-1825). Met deze begon hij met het analyseren van het falen van de opstanden in 1831 in de hertogdommen en in Romagna.
In de periode van het Risorgimento, gedurende welke de Italianen een moeilijke strijd voerden voor bevrijding van de buitenlandse machten (zoals Noordelijke gebieden die onder gezag van de Oostenrijkse Habsburgers stonden), en voor nationale eenheid, ontstonden vele geheime genootschappen en werden er vele opstanden georganiseerd verspreid over het hele schiereiland, maar deze deelden niet allemaal dezelfde visie over hoe politiek gezien de nieuwe staat gevormd zou moeten worden. Het Risorgimento was namelijk voornamelijk een beweging van politieke en intellectuele elites. De rest van de bevolking, met name de boeren,  waren onverschillig en zij speelden zo goed als geen rol in het Risorgimento. Daartegenover had de sociale klasse die wel de leidende rol had in de strijd voor vrijheid ook geen verenigd politiek front.
De conclusie die Mazzini in Frankrijk dan ook trok was dat de zeven Carboneri op de eerste plaats gefaald hadden omdat hun programma’s tegenstrijdigheden vertoonden, en omdat de klassen die deel uitmaakten van de Carboneri een te grote heterogeniteit hadden. Mazzini was er toen niet in geslaagd een bredere aansluiting te vinden tussen de opstanden, door de beperktheid van de provinciale politieke projecten, zoals eerder was gebeurd bij de rellen in Turijn in 1821, toen elke poging van aansluiting met hun Lombardische broers was gefaald. Uiteindelijk was men genoodzaakt om op te geven, zoals in 1821, opnieuw de steun voor de principes te vinden en, zoals met de opstanden van 1830-31, de hulp van de Fransen in te roepen.
Mazzini was een idealist en een republikein en had een romantische, zelfs bijna mystieke visie op de nationale eenheid. Zijn denkbeelden stonden haaks op die van Vincenzo Gioberti, die voor een federatie van staten was onder leiding van de paus. (Het creëren van regio’s als administratieve entiteiten in de jaren 1970 is in zekere zin de gedeeltelijke verwerkelijking van Gioberti’s plan.)

### Ideeën van Jong Italië
Jong Italië was een beweging die streefde, gebaseerd op de ideeën van Mazzini, naar een republikeins Italië dat een eenheid zou vormen. Republikeins, omdat de aanhangers geloofden dat alle mensen binnen een natie vrij zijn, gelijk zijn en een broederschap vormen.
Zij is ook republikeins omdat het Italië aan de voorwaarden voor een echte monarchie ontbrak: er was geen machtige aristocratie die zich tussen troon en natie kon plaatsen. Het ontbrak de aristocratie ook aan sympathie van het volk. Ook zou de Italiaanse traditie berusten op republikeinse successen. Een ander argument tegen de monarchie is dat wanneer de Italiaanse staten zich zouden verenigen, zij zich niet makkelijk zouden laten overheersen door één persoon afkomstig uit een van die staten.
Jong Italië streefde naar eenheid, omdat er zonder eenheid geen natie kan bestaan. Als negatieve voorbeelden van het federalisme worden genoemd Zwitserland - omdat dit land vanwege deze staatsindeling makkelijk beïnvloed kan worden door andere landen - en het Italië van de Middeleeuwen. Een hieruit voortvloeiend doel van Jong Italië was om despotisme tegen te gaan - veroorzaakt door een ingewikkelde administratie, voortkomend uit federalisme - en samenwerking te verbeteren. Deze ideeën moesten worden verwezenlijkt door middel van onderwijs en opstand. En het stadium van opstand wordt onderscheiden van de revolutie. Op het moment dat de opstand zou zijn gewonnen, dan zou de revolutie beginnen (een beweging die niet meer overwegend militair van aard zou zijn).
Mazzini schrijft hierover:
“De grote revoluties voltrekken zich meer vanuit principes, dan met bajonetten: eerst moet er morele orde heersen, dan de materiële orde. Bajonetten zijn niets waard, als ze geen aanspraak maken op een recht, of dit verdedigen: en rechten en plichten in de maatschappij komen voort uit een dieper bewustzijn.”
Om deze reden moest er eerst onderwezen worden, van de initiatiefnemers op de geïnitieerden, die het weer over moesten brengen aan de rest van de Italianen.

## Levensloop van Giovine Italia

### Het falen van de beweging in de Savoy (1833)
Enthousiaste leden voor het programma van Jong Italië waren er met name onder de jongeren in Ligurië, Piemonte, Emilia en Toscane. Zij werden direct op de proef gesteld door het organiseren van een serie opstanden in de jaren 1833-1834 die allen eindigden met arrestaties, gevangenzetting en de doodstraf. In 1833 werd de eerste poging tot opstand georganiseerd waarbij gefocust werd op Chambéry, Turijn, Alessandria en Genua. Nog voordat de opstand kon beginnen werd zij onderbroken doordat de politie veel van de samenzweerders ontdekte en arresteerde. Zij werden hevig vervolgd omdat ze deel hadden uitgemaakt van het leger op wiens loyaliteit Karel Albert zijn macht had veilig gesteld. Onder de veroordeelden waren Giovanni en Jacopo Ruffini, een vriend van Mazzini en leider van Jong Italië in Genua, de advocaat Andrea Vochieri en de Turijnse abt Vincenzo Gioberti. Allen ondergingen een proces voor de militaire rechtbank, en twaalf werden ter dood veroordeeld, onder wie ook Vochieri, terwijl Jacopo Ruffini om niets te verraden zelfmoord pleegde in de gevangenis en weer anderen het lukte om te onstnappen.

### De poging tot invasie van de Savoy en de beweging uit Genua (1834)
Het falen van de eerste beweging hield Mazzini niet tegen, overtuigd dat dit het juiste moment was en dat het volk hem zou volgen. Hij bevond zich in Genève, toen hij samen met andere Italianen en enkele Polen, een militair optreden tegen de staat van de Savoy organiseerde. Aan het hoofd van de revolte had hij generaal Gerolamo Ramorino geplaatst, die ook aan de acties van 1821 had deelgenomen. Deze keuze werd echter een mislukking, omdat Ramorino het geld dat verzameld was voor de opstand had verspeeld en daarom de expeditie steeds werd uitgesteld, zodanig dat toen, op 2 februari 1834, hij besloot om met zijn troepen de grens met de Savoy over te stappen, de politie tijdig op de hoogte was en de vrijwilligers eenvoudig uiteen joeg.
Op hetzelfde moment moest een revolte uitbarsten in Genua, onder de leiding van Giuseppe Garibaldi, die zich bij de krijgsmarine van Sardinië had gevoegd om revolutionaire propaganda onder de soldaten te verspreiden. Toen hij echter aankwam op de plaats waar de opstand zou hebben moeten beginnen, vond hij daar niemand en werd dus gedwongen om te vluchten. Het lukte hem net op tijd om te ontsnappen aan de doodstraf die tegen hem uitgevaardigd was, door aan boord te gaan van een schip dat richting Zuid-Amerika zou varen waar hij door zou gaan om te strijden voor de vrijheid van de mensen.
Mazzini, na het debacle met Ramorino, werd Zwitserland uitgezet en moest zijn toevlucht zoeken in Engeland. Daar ging hij door met zijn politieke acties door publieke optredens, brieven en geschriften in kranten en tijdschriften. Zo hielp hij op afstand de Italianen om het verlangen naar eenheid en onafhankelijkheid vast te houden. Ook al was het mislukken van de bewegingen absoluut, het beleid van Karel Albert veranderde, omdat hij vreesde dat de reacties een gevaar zouden kunnen vormen voor de monarchie.

### Na de opstanden van 1834, de oprichting van Jong Europa
Na het publiceren van het manifest Jong Italië (Giovine Italia) in 1831, stichtte Mazzini in 1834 ook Jong Europa (Giovine Europa). Dit was de eerste poging om een efficiënte democratische organisatie op supranationaal niveau te creëren. Hij leefde zijn bekeringsdrift dus niet alleen uit binnen Italië maar ook daarbuiten, zowel in Parijs, Londen en Marseille. In Italië werd de organisatie Jong Italië in stand gehouden door de zogenoemde Mazzinianen. Voor een lange periode tot aan 1848 kende de organisatie vele leden, en waren zij de leiders van de samenzwering voor een Italië van eenheid. Hierna, tot aan 1860 liep hun aantal steeds verder terug, maar ze bleven een referentiepunt voor de democraten. In 1870 ging de ster van Mazzini ten onder vanwege het succes van de Commune. Maar ook na zijn dood in 1872 bleef hij in de harten voortleven. Mazzini had de vlag gehesen van een ondenkbaar doel, wat door anderen werd voortgezet. Na de eenwording van Italië wist men nog goed wie hier de aanleiding voor had gegeven.